# Perez Zagorin
Perez Zagorin (* 29. Mai 1920 in Chicago; † 26. April 2009 in Washington, D.C.) war ein amerikanischer Historiker und Hochschullehrer an der University of Rochester.

## Biographie
Zagorin, Sohn russischer jüdischer Einwanderer, studierte Geschichte an der University of Chicago und der Harvard University, an der er 1947 seinen Master-Abschluss erhielt und 1952 promoviert wurde. Im Zweiten Weltkrieg meldete er sich nach Kriegseintritt der USA freiwillig, wurde aber wegen schlechter Sehkraft nicht genommen und arbeitete für die US-Propaganda-Abteilung (Office of War Information) in New York. Nach dem Krieg war er ein Jahr in England. Danach lehrte er am Amherst College, von 1951 bis 1953 am Vassar College und ab 1955 an der kanadischen McGill University, an der er eine volle Professur erhielt. In seiner Zeit in Kanada war er auch immer wieder für längere Zeit in Großbritannien. Ein Grund für ihn, nach Kanada zu gehen, waren politische Schwierigkeiten und in diesem Zusammenhang Behinderungen seiner Karriere in der McCarthy-Ära (unter anderem zerschlug sich seine Hoffnung, Teaching Fellow in Harvard zu werden). Im Zweiten Weltkrieg half er, Streiks der American Union zu organisieren, darunter bei General Electric und General Motors, und er unterstützte 1948 bei der Präsidentschaftswahl den progressiven Kandidaten Henry A. Wallace. Ab 1965 war er wieder in den USA, zunächst an der Johns Hopkins University und ab 1965 als Professor an der University of Rochester. Von 1967 bis 1969 stand er der Geschichtsfakultät vor. 1982 wurde er Joseph P. Wilson Professor für Geschichte, und 1990 wurde er emeritiert. Ab 1992 war er bis zu seinem Tod Fellow des Edgar F. Shannon Center for Advanced Studies der University of Virginia. Er starb an Komplikationen nach einer Herzoperation neun Tage nach seiner Frau.
Er war Guggenheim Fellow, war an der Folger Shakespeare Library und dem Institute for Advanced Study, und er war seit 1976 Mitglied der American Academy of Arts and Sciences.
1947 heiratete er die Malerin Honoré Desmond Sharrer (1920–2009), mit der er einen Sohn hatte (den Journalisten Adam Zagorin).
Er befasste sich vor allem mit britischer Geschichte des 16. und 17. Jahrhunderts und Geschichte des politischen Denkens in dieser Zeit. Sein erstes Buch über die Entwicklung des politischen Denkens in der englischen Revolution entstand aus seiner Dissertation. Sein folgendes Buch über die Ursprünge der englischen Revolution identifizierte feinere Klassenunterschiede im England des 17. Jahrhunderts, als sie üblicherweise von britischen Historikern gemacht wurden (er plante nach dem Krieg zeitweise auch eine marxistische Geschichte der englischen Revolution, wandte sich aber später gegen aus seiner Sicht marxistische Vereinfachungen in der Geschichtsschreibung). Er betrachtete auch die Ursprünge der Ideen religiöser Toleranz in Europa, allgemein europäische Revolutionen der Frühen Neuzeit und schrieb Biographien über Francis Bacon und über Thukydides als politischen Denker, Monographien über Thomas Hobbes und John Milton. In The ways of lying untersuchte er die Geschichte von von Katholiken und Protestanten in der Zeit der europäischen Religionskriege verlangten Treueeide und deren Verweigerung (was die eigene Erfahrung Zagorins in der McCarthy-Ära widerspiegelte).

## Schriften
- A History of Political Thought in the English Revolution, Routledge and Kegan Paul 1954, 1965
- The Court and the Country: the Beginning of the English Revolution, 1969
- Rebels and rulers 1500–1660, 2 Bände, Cambridge UP 1982
  - Band 1:  Society, States, and Early Modern Revolution: Agrarian and Urban Rebellions,
  - Band 2: Provincial rebellion: Revolutionary Civil Wars, 1560–1660
- How the Idea of Religious Toleration Came to the West, Princeton UP 2003
- The English Revolution: Politics, Events, Ideas, Routledge 1998, ISBN 9780860786986 (Aufsatzsammlung)
- Ways of Lying: Dissimulation, Persecution, and Conformity in Early Modern Europe, Harvard UP 1990.
- Milton, Aristocrat & Rebel: the Poet and his Politics, 1992
- Francis Bacon, Princeton UP 1999
- Thucydides: An Introduction for the Common Reader, Princeton UP 2005
- Hobbes and the Law of Nature, Princeton UP 2009